# Haydens spitsmuis
De haydens spitsmuis (Sorex haydeni)  is een zoogdier uit de familie van de spitsmuizen (Soricidae). De wetenschappelijke naam van de soort werd voor het eerst geldig gepubliceerd door Baird in 1857.

## Voorkomen
De soort komt voor in Canada en de Verenigde Staten.